# George S. Carr
George Shoobridge Carr (Teignmouth, 14 maggio 1837 – 29 agosto 1914) è stato un matematico britannico.
Si laureò in matematica presso il University College di Londra. Rimase a Londra per molti anni come insegnante privato di matematica degli studenti dell'Università di Cambridge che dovevano prepararsi per la prova di matematica detta tripos. 
Nel 1876 si iscrisse all'Università di Cambridge, dove studiò al Gonville and Caius College. Nel 1880 superò i tripos con la votazione 12th Senior Optime. Nel 1883 ottenne un Master in matematica. 
Nel 1886 pubblicò il libro Synopsis of Pure Mathematics, concepito come manuale per gli esami di tripos. Ebbe notevole diffusione ed influenzò in modo determinante la formazione del genio indiano Srinivasa Ramanujan. Quando aveva 15 anni un amico che lo aveva avuto in prestito dalla biblioteca del Government College di Kumbakonam glielo prestò a sua volta e in un mese Ramanujan apprese in ogni dettaglio tutto il suo contenuto di 915 pagine. 
Nel 1896 pubblicò il saggio Social Evolution and the Evolution of Socialism. A Critical Essay.
George Carr è a volte citato come partecipante ad una simultanea alla cieca su otto scacchiere data da Paul Morphy a Birmingham il 27 agosto 1858. L'avversario di Morphy era invece il Dr. Jabez Carr, un medico chirurgo che era un suo zio. Jabez Carr perdette in 23 mosse, ma la difesa 1. ...h6 contro l'apertura di re è chiamata "difesa Carr"  in seguito a questa partita. 